# Antero Gómez
Antero Gómez fue político.

## Reseña biográfica
Gobernador interino.
Suplente de Cayetano Cardero y Romeo.
Del 14 de octubre de 1855 al 02 de noviembre de 1855 fue Presidente de la Diputación Provincial de Zaragoza.
| Predecesor: Cayetano Cardero y Romeo | Presidente de la Diputación Provincial de Zaragoza 14 de octubre de 1855 - 02 de noviembre de 1855 | Sucesor: Francisco Moreno |